# Danmarks Biblioteker (tidsskrift)
Danmarks Biblioteker er et tidsskrift og medlemsblad for foreningen for Danmarks Biblioteksforening; det udkom første gang januar 1997.
Kulturtidsskriftet Danmarks Biblioteker udgives af Danmarks Biblioteksforening og er samtidig medlemsblad for foreningen. Tidsskriftet er et aktuelt og bibliotekspolitisk orienteret tidsskrift med artikler om bl.a. bibliotekspolitik og udvikling i bibliotekssektoren, især i folkebibliotekerne.
| Citat                                               | ”Tidsskriftet informerer om aktuel biblioteksudvikling og –debat, herunder om biblioteks- og kulturpolitiske spørgsmål af relevans for biblioteksområdet for derigennem at styrke beslutningsgrundlaget i kommunalbestyrelser og biblioteker” | Citat |
| − Citat fra Danmarks Biblioteksforenings hjemmeside | |       |

Redaktør siden 1997 er Hellen Niegaard.

## Bogens Verden
Danmarks Biblioteksforenings tidsskrift Bogens Verden fungerede som medlemstidsskrift 1920-1996.. Bogens Verden fortsatte herefter som et alment kulturelt tidsskrift. Det ophørte i 2011.